# 生产、销售、提供假药罪
生产、销售、提供假药罪是中华人民共和国刑法规定的的一项罪名，其刑罚最高可达死刑。

## 量刑
根据《中华人民共和国刑法》法第一百四十一条：“生产、销售假药的，处三年以下有期徒刑或者拘役，并处罚金；对人体健康造成严重危害或者有其他严重情节的，处三年以上十年以下有期徒刑，并处罚金；致人死亡或者有其他特别严重情节的，处十年以上有期徒刑、无期徒刑或者死刑，并处罚金或者没收财产。
“药品使用单位的人员明知是假药而提供给他人使用的，依照前款的规定处罚。”

## 案例
被告人孟某甲自2016年开始经营“骨筋经”中医推拿疗养项目，其妻张某某帮助配制药品，其子孟某乙负责销售、培训，2018年、2020年唐某某、卢某某先后加盟该项目。孟某甲在未取得药品生产许可证、药品经营许可证的情况下，购买国药准字号药品装入私自购买的包装袋、包装瓶中，贴上含有服用方法、使用禁忌等内容的标签，制成品名为“百宝丸”“妇科胶囊”“前列腺内调1号、2号”“肾3号”“仙丹”的药品，通过坐诊的方式对外销售。截至案发,孟某甲、张某某、孟某乙销售金额达11万余元，唐某某销售金额为8000余元，卢某某销售金额为3000余元。
经菏泽市食品药品检验检测研究院检验、菏泽市市场监督管理局认定：涉案产品“百宝丸”系用藿香正气软胶囊冒充、“肾3号”系用金匮肾气丸冒充、“前列腺内调1、2号”系六味地黄丸冒充、“妇科胶囊”系妇炎灵胶囊冒充、“仙丹”系云南白药保险子冒充，均属于假药。2021年11月12日，山东省菏泽经济开发区人民检察院以孟某甲、张某某、孟某乙生产、销售假药罪，唐某某、卢某某销售假药罪提起公诉。
2022年1月14日，菏泽经济开发区人民法院作出一审判决，孟某甲犯生产、销售假药罪，判处有期徒刑一年九个月，并处罚金人民币15万元；张某某犯生产、销售假药罪，判处有期徒刑一年六个月，并处罚金人民币十万元；孟某乙犯生产、销售假药罪，判处有期徒刑一年，并处罚金人民币五万元；唐某某犯销售假药罪,判处有期徒刑十个月，并处罚金人民币二万元；卢某某犯销售假药罪，判处有期徒刑八个月，并处罚金人民币一万元。各被告人均未上诉，判决已生效。